# Àrria (filòsofa)
Àrria (en llatí Arria) va ser una filòsofa platònica a qui, segons diu Gilles Ménage, Diògenes Laerci va dedicar la seva obra Vides i opinions de filòsofs eminents.
Va ser molt amiga de Galè, que la va tractar i curar d'un greu mal d'estómac, i diu que era una "ardent platonista". Va mantenir bones relacions amb l'emperador Septimi Sever i el seu fill Caracal·la.